# Caldeonius
Caldeonius is een geslacht van kevers uit de familie  
kniptorren (Elateridae).
Het geslacht is voor het eerst wetenschappelijk beschreven in 1895 door Candèze.

## Soorten
Het geslacht omvat de volgende soorten:
- Caldeonius nigriventris Fleutiaux, 1933
- Caldeonius olsufieffi Fleutiaux, 1933
- Caldeonius suturalis Fairmaire, 1895